# 梅仲協
梅仲協（1900年—1971年），字祖芳，梅思平胞弟，浙江永嘉人。著名民法學家，被譽為中國民法三傑之一，法國巴黎大學法學碩士，於南京國立中央大學（現南京大學）擔任民法講席，曾任中央政治學校（現政治大學）法律系主任，及臺灣大學法學院民法教授，並主持台大法律研究所。

## 著作
- 《民法要義》(目前只有民總、債編及物權部分傳世，而親屬繼承原稿留在大陸未能帶出)
- 《商事法要義》(目前只有公司法及票據法部分傳世，而保險及海商後來則未完成)
- 《公司法概論》
- 《國際私法新論》
- 《中國票據法釋義》
- 《法學緒論》
- 《憲法精義》（狄驥著，梅仲協譯）
- 《六法解釋判例彙編》（六卷，與羅淵祥共同編輯）
- 《法律詞典》（與林紀東、薩孟武、劉慶瑞編輯）